# Poroszlai Ildikó-díj

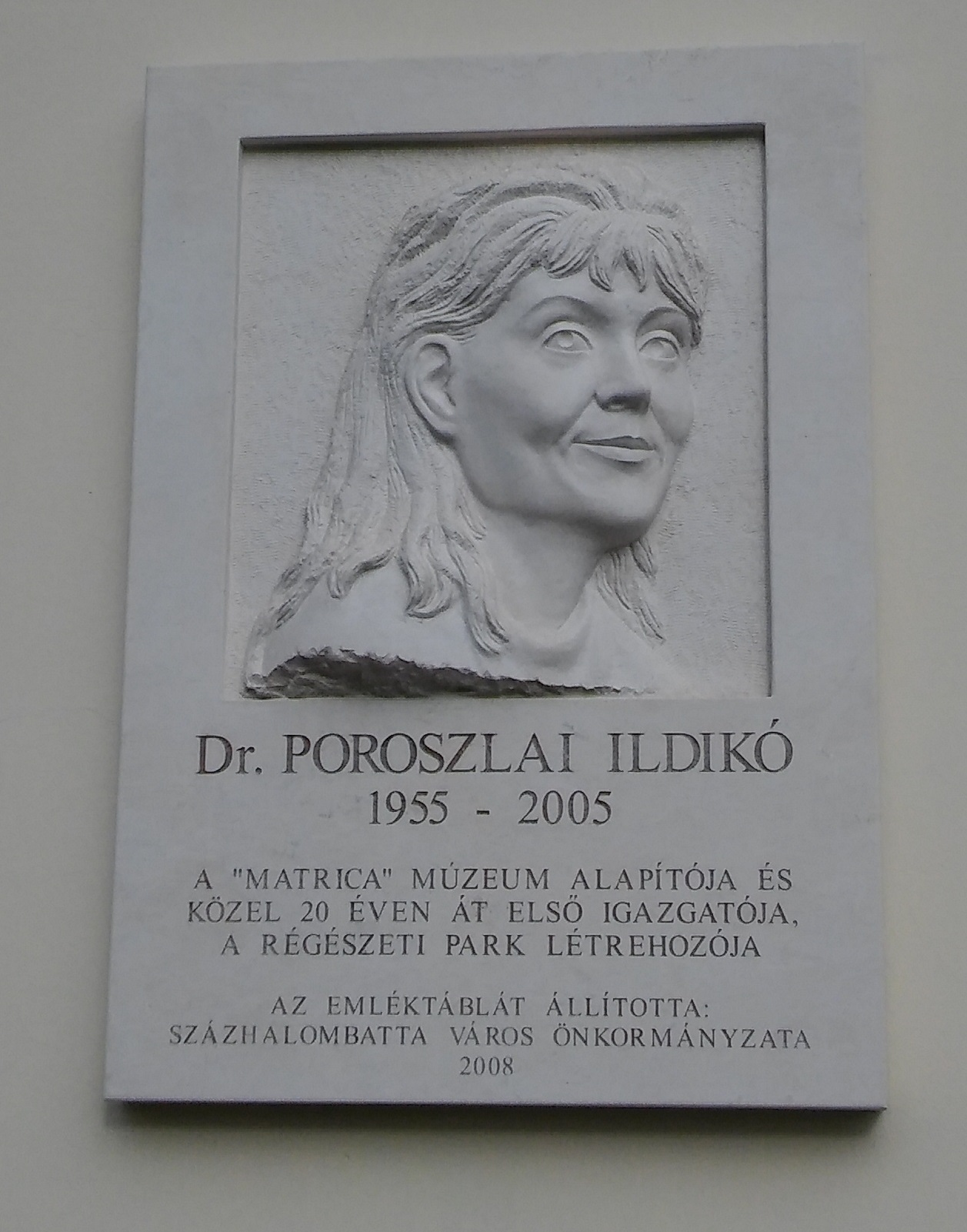
Poroszlai Ildikó emléktáblája az általa alapított Matrica Múzeum falán

A Pulszky Társaság – Magyar Múzeumi Egyesület a kismúzeumok támogatását és díjazását is feladatául tűzte ki. A Társaság az 50. életévében elhunyt Poroszlai Ildikó, a százhalombattai "Matrica" Múzeum és Régészeti Park létrehozójának és igazgatójának, a Pulszky Társaság - Magyar Múzeumi Egyesületének alelnöke emlékére és tiszteletére hozta létre ezt a kitüntetést.
Poroszlai Ildikó 1982-ben szerzett régész diplomát, 1984-től pedig a százhalombattai helytörténeti gyűjtemény munkatársa. 1996-ban elsőként az országban, Százhalombattán nyílt meg az őskori régészeti park, mely egyúttal a környezeti és kísérleti régészet központjává is vált.
A díjat az a kismúzeum kaphatja meg, amely évek óta kiemelkedő muzeológiai tevékenységet végez országos szinten. Az emlékérem odaítélésére magánszemélyek tehetnek javaslatot. A díj átadására minden évben a Pulszky Társaság – Magyar Múzeumi Egyesület Kismúzeumi Tagozat szakmai napján kerül sor.